# Mikrorachunek podatkowy
Mikrorachunek podatkowy – w Polsce, indywidualny rachunek podatkowy służący do rozliczeń podatków CIT, PIT i VAT. Od 1 stycznia 2020 roku każdy podatnik zobowiązany jest do wygenerowania numeru bankowego, na którym następuje rozliczenie z organem podatkowym.

## Numer rachunku
Numer indywidualnego rachunku podatkowego składa się z 26 znaków i zaczyna się od 3 stałych elementów: „LK” (liczba kontrolna), „10100071” (numer rozliczeniowy NBP) oraz „222” (numer rozliczeniowy NBP). Po nich następuje znak „1” lub „2”- oznaczające odpowiednio PESEL lub NIP, w zależności od tego, którym numerem zarejestrowano rachunek oraz dany numer. Reszta z 26 znakowego ciągu uzupełnione jest zerami.